# 馬克西姆·奧頓
馬克西姆·奧頓（法語：Maxime Authom，1987年3月29日—），比利時男子職業網球運動員。

## 外部連結
- 馬克西姆·奧頓（英文/西班牙文）的官方資料
- 馬克西姆·奧頓的國際網球總會 職業／青少年 官方資料（英文）
- 馬克西姆·奧頓的官方資料（英文）